# Csene község
Csene község (románul: Comuna Cenei) község Temes megyében, Romániában. Központja Csene, hozzá tartozik Papd.

## Népessége
A 2011-es népszámlálás adatai alapján a község népessége 2670 fő volt.